# Ilocos Norte

Ilocos Norte

Ilocos Norte – prowincja na Filipinach, położona w północno-zachodniej części wyspy Luzon. Od zachodu i północy granicę wyznacza Morze Południowochińskie, od wschodu prowincje Cagayan, Apayao i Abra, od południa prowincja Ilocos Sur. Powierzchnia: 3504,3 m². Liczba ludności: 547 284 mieszkańców (2007). Gęstość zaludnienia wynosi 156,2 mieszk./km². Stolicą prowincji jest Laoag.